# Fabiana Udenio
Fabiana Udenio (Buenos Aires, 21 dicembre 1964) è un'attrice italiana.

## Biografia
Cresciuta in Italia, a soli 13 anni vince il concorso Miss Teenager. Lo stesso anno viene scelta dal regista Giorgio Strehler per interpretare il ruolo di Miranda ne La tempesta a fianco di Tino Carraro, Michele Placido, Massimo Bonetti e Giulia Lazzarini, nell'edizione che inaugura il Teatro d'Europa a Parigi. Il 15 dicembre 1979 viene scelta come prima annunciatrice televisiva a inaugurare la nascita di Rai 3: indossando un'aderente tuta rosa smanicata, si presenta con un familiarissimo mi chiamo Fabiana e un atteggiamento molto ammiccante e sensuale, innovativo per la Rai dell'epoca.
Presto terminato il rapporto con la Rai, una volta diplomatasi al Liceo Linguistico, inizia la sua esperienza negli Stati Uniti, ricoprendo il ruolo di Giulietta nella soap Una vita da vivere (1985-1986). Per la televisione americana interpreta numerosi ruoli di guest star in serie come Cin Cin, Walker Texas Ranger, NYPD - New York Police Department, Secrets, Baywatch, Babylon 5, Innamorati pazzi e tante altre. Al cinema viene scelta dal regista Carl Reiner per il ruolo di co-protagonista nel film Summer School - Una vacanza da ripetenti (1987) al fianco di Mark Harmon.
Nel 1989 interviene brevemente durante la puntata di Blob, in occasione del decennale della Terza Rete RAI.
Nel 1990 interpreta il ruolo di Francesca in Re-Animator 2, diretto da Brian Yuzna. Nel 1992 lavora con il regista Enrico Oldoini nel film Anni 90. Nel 1997 interpreta il ruolo di Alotta Fagina (Anabella Fagina), nel celebre film Austin Powers - Il controspione a fianco di Mike Myers ed Elizabeth Hurley, mentre nel 2001 interpreta il ruolo di Anna Bosco nel film Prima o poi mi sposo. Dal 2008 ha interpretato il ruolo di Atoosa Shirazi nella serie televisiva 90210. Nel 2015 ha ottenuto il ruolo di Elena Di Nola/ Mutter nella serie televisiva Jane the Virgin.  
Fabiana Udenio entra a far parte del cast di FUBAR, una nuova serie televisiva per Netflix che la vedrà protagonista al fianco di Arnold Schwarzenegger nel 2023.

## Filmografia

### Cinema
- Niente vergini in collegio (Leidenschaftliche Blümchen), regia di André Farwagi (1978)
- L'avvertimento , regia di Damiano Damiani (1980)
- Vacanze bollenti per quei pazzi porcelloni (Hardbodies 2), regia di Mark Griffiths (1986)
- Summer School - Una vacanza da ripetenti (Summer School), regia di Carl Reiner (1987)
- Re-Animator 2 (Bride of Re-Animator), regia di Brian Yuzna (1990)
- RoboCop 2, regia di Irvin Kershner (1990)
- Sete di giustizia (Diplomatic Immunity), regia di Irvin Kershner (1991)
- Anni 90, regia di Enrico Oldoini (1992)
- Operazione Desert Storm (In the Army Now), regia di Daniel Petrie Jr. (1994)
- Austin Powers - Il controspione (Austin Powers: International Man of Mystery), regia di Jay Roach (1997)
- The Godson, regia di Bob Hoge (1998)
- Prima o poi mi sposo (The Wedding Planner), regia di Adam Shankman (2001)
- Slammed, regia di Brian Thomas Jones (2004)

### Televisione
- Scarlatto e nero, regia di Jerry London – film TV (1983)
- Le ambizioni sbagliate, regia di Fabio Carpi – film TV (1983)
- Bit - storie di computer – programma TV su Italia 1 (1984-1985)
- Una vita da vivere (One Life to Live) – serie TV (1985-1986)
- Gli amici di papà – serie TV, episodio 1x06 (1987)
- Sapore di gloria, regia di Marcello Baldi – film TV (1988)
- Cin Cin (Cheers) – serie TV, episodio 7x22 (1989)
- La famiglia Hogan – serie TV, episodio 4x21 (1989)
- Living Dolls – serie TV, 1 episodio (1989)
- Quattro donne in carriera – serie TV, episodio 3x18 (1989)
- Freddy's Nightmares – serie TV, episodio 2x16 (1990)
- I Fanelli Boys – serie TV, 2 episodi (1990)
- In viaggio nel tempo – serie TV, 2 episodi (1990)
- The Knife and Gun Club, regia di Eric Laneuville – film TV (1990)
- Lenny – serie TV, 1 episodio (1991)
- Top of the Heap – serie TV, 1 episodio (1991)
- Morton & Hayes – serie TV, 1 episodio (1991)
- Down the Shore – serie TV, 1 episodio (1992)
- Ombra serale – serie TV, 1 episodio (1992)
- Palm Springs, operazione amore – serie TV, 1 episodio (1992)
- Secrets – soap opera, 2 puntate (1992)
- Baywatch – serie TV, episodio 3x18 (1993)
- Viaggio al centro della terra, regia di William Dear – film TV (1993)
- Babylon 5 – serie TV, 2 episodi (1994-1998)
- Hearts Afire – serie TV, 1 episodio (1994)
- Walker Texas Ranger – serie TV, episodio 2x15 (1994)
- Renegade – serie TV, episodio 3x06 (1994)
- Guardia del corpo (Pointman) – serie TV, 1 episodio (1995)
- NYPD - New York Police Department (NYPD Blue) – serie TV, episodio 2x09 (1995)
- Platypus Man – serie TV, 1 episodio (1995)
- Wings – serie TV, episodio 6x24 (1995)
- Caroline in the City – serie TV, episodio 1x11 (1996)
- The John Larroquette Show – serie TV (1996)
- Innamorati pazzi – serie TV, 2 episodi (1996)
- Chicago Sons – serie TV, 1 episodio (1997)
- Vita con Roger – serie TV, 1 episodio (1997)
- The Big Easy – serie TV, 1 episodio (1997)
- Night Man – serie TV, 1 episodio (1998)
- Air America – serie TV, 2 episodi (1998-1999)
- Susan – serie TV, episodio 3x12 (1999)
- Mortal Kombat: Conquest – serie TV, 3 episodi (1999)
- I magnifici sette – serie TV, 3 episodi (1999)
- Amazon – serie TV, 22 episodi (1999-2000)
- Tequila & Bonetti – serie TV, episodio 1x08 (2000)
- FreakyLinks – serie TV, 1 episodio (2001)
- 10-8: Officers on Duty – serie TV, 1 episodio (2003)
- Clubhouse – serie TV, 1 episodio (2004)
- Zoey 101 – serie TV, episodio 1x05 (2005)
- CSI: Miami – serie TV, episodio 6x14 (2008)
- 90210 – serie TV, 7 episodi (2008-2011)
- Mistresses - Amanti – serie TV, 1 episodio (2013)
- Jane the Virgin – serie TV, 7 episodi (2015-2016)
- FUBAR – serie TV, 16 episodi (2023-2025)

## Doppiatrici italiane
Nelle versioni in italiano delle opere in cui ha recitato, Fabiana Udenio è stata doppiata da:
- Tenerezza Fattore in Austin Powers, il controspione
- Roberta Greganti in FUBAR